# Kazuyuki Hamada

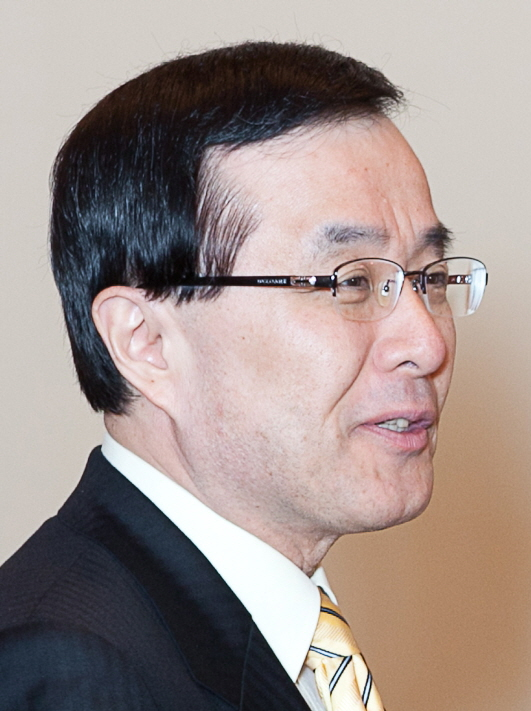
Kazuyuki Hamada

Kazuyuki Hamada (jap. 浜田 和幸, Hamada Kazuyuki; * 17. März 1953 in Yonago, Präfektur Tottori) ist ein japanischer Politiker. Von 2010 bis 2016 war er einer der beiden Vertreter Tottoris im Sangiin, dem Oberhaus des Parlaments. Bis 2011 gehörte er zur Liberaldemokratischen Partei (LDP), von 2011 bis zur Auflösung 2013 zur Neuen Volkspartei, danach war er parteiloses Mitglied der Shintō-Kaikaku-Fraktion, ab 2014 der „Partei der nächsten Generation“, 2016 kurzzeitig der Ōsaka Ishin no Kai.
Hamada, Absolvent der Fremdsprachen-Universität Tokyo, wurde nach seinem Abschluss Angestellter bei Shin-Nippon Seitetsu (engl. Nippon Steel). Später erwarb er einen Ph.D. an der George Washington University und forschte ab 1987 am Center for Strategic and International Studies. 1997 gründete er das Kokusai mirai kagaku kenkyūjo (国際未来科学研究所, „Institut für internationale Zukunftsforschung“).
Bei der Sangiin-Wahl 2010 wechselte Hamada in die Politik und übernahm die LDP-Kandidatur in Tottori, wo Amtsinhaber Kōtarō Tamura 2009 von der LDP zur Demokratischen Partei gewechselt war. Hamada erhielt über 150 Tausend Stimmen und gewann mit mehr als 20.000 Stimmen Vorsprung auf die Demokratin Mari Sakano.
Im Juni 2011 reichte Hamada seinen Parteiaustritt ein, nachdem ihm im demokratisch geführten Kabinett Kan die Position eines parlamentarischen Staatssekretärs angeboten worden war. Am 27. Juni trat er die Position im „Ministerium für allgemeine Angelegenheiten“ an. Am 5. Juli 2011 schloss die LDP Hamada aus. Unter dem Kabinett Noda wechselte Hamada im September 2011 ins Außenministerium. Im Dezember 2011 schloss er sich der Neuen Volkspartei an, wo er im April 2012 den Vorsitz des politischen Forschungsrates von der entlassenen Akiko Kamei übernahm. Im Dezember 2012 wurde Hamada Nachfolger von Generalsekretär Mikio Shimoji, der seinen Sitz im Parlament (Shūgiin, Okinawa 1) verloren hatte. Er blieb bis zur Auflösung der NVP Generalsekretär.
Im Sommer 2013 schloss sich Hamada der Fraktion Shintō Kaikaku – Mushozoku no Kai an. 2014 trat er der Jisedai-→Kokoro-Partei bei, die er 2016 wieder verließ. Bei der bevorstehenden Sangiin-Wahl 2016 verlor Tottori seine eigenständige Vertretung und bildet fortan mit dem benachbarten Shimane einen gemeinsamen Einmandatswahlkreis, beide Präfekturen sind ländlich-konservative Hochburgen, eine Wiederwahl gegen den LDP-Kandidaten Kazuhiko Aoki (bis 2016 der Vertreter Shimanes) war unwahrscheinlich, zumal sich vier Oppositionsparteien auf eine Einheitsfrontstrategie verständigt hatten. Hamada wollte für die Wahl der Ōsaka Ishin no Kai beitreten und in den nationalen Verhältniswahlkreis wechseln. Um einer Versammlung der Ishin-Abgeordneten aus dem Präfekturparlament von Osaka, der Keimzelle der Partei, beizuwohnen und innerparteiliche Unterstützung zu gewinnen, blieb er am 27. Mai 2016 einer Sangiin-Sitzung fern, bei der unter anderem über Hilfsmaßnahmen nach den Kumamoto-Erdbeben 2016 abgestimmt wurde – nach Angaben der Partei ohne deren Zustimmung. In der Folge entzog ihm die Parteiführung die Unterstützung, er trat kurz vor der Wahl wieder aus der Ishin no Kai aus.
Bei der Wahl 2016 kandidierte Hamada nun parteilos im Sechsmandatswahlkreis Tokio, wo er mit 0,5 % der Stimmen abgeschlagen auf dem 16. Platz abgewählt war.